# Пашозеро (озеро, Ленинградская область)
Пашо́зеро — озеро в Тихвинском районе Ленинградской области, из которого вытекает река Паша, левый приток Свири. Относится к бассейну Ладожского озера. Озеро имеет форму лука, обращённого выпуклой частью в сторону Паши. Длина озера составляет около 9,7 км, средняя ширина — 600 м. Средняя глубина — около 25 м, максимальная — 50 м.
Площадь поверхности — 5,6 км². Площадь водосборного бассейна — 413 км². Высота над уровнем моря — 115,9 м.
Дно озера большей частью песчаное, на востоке — илистое. Южный берег — песчаный и высокий, а восточный — низкий и заболоченный. Пашозеро лежит в окружении сосновых, еловых и лиственных лесов, и только по берегам вблизи населённых пунктов большие участки заняты лугами и пашнями.
С западной стороны из озера вытекает река Паша. С северной стороны в него впадает небольшая речка Ульяница, с северо-восточной — Чога, с восточной — Урья, с юга — Кузрека.
Прежде Пашозеро было богато рыбой — сюда каждую весну, поднимаясь по реке Паше, приходил сюда нереститься ладожский лосось. Но использование Паши для сплава леса нанесло большой ущерб рыбному хозяйству.
Берега Пашозера были обжиты с незапамятных времён[когда?]. Здесь издавна поселились представители одной из северных народностей России — вепсы. Они возделывали поля, занимались рыболовством, пасли скот, рубили лес, строили избы, постепенно осваивая окружающие земли.

## Близлежащие населённые пункты
В окрестностях Пашозера находятся несколько деревень, относящихся к Пашозёрскому сельскому поселению Тихвинского района Ленинградской области:
- деревня Коптяево
- деревня Кончик
- деревня Пашозеро
- деревня Чога
- деревня Кузнецова Гора
- деревня Урья
- деревня Лукино
- деревня Бирючово
- деревня Пялья

1. ↑  Ресурсы поверхностных вод СССР: Гидрологическая изученность. Т. 2. Карелия и Северо-Запад / под ред. Е. Н. Таракановой. — Л.: Гидрометеоиздат, 1965. — 700 с.